# Martín Cortés de Albacar
Martín Cortés de Albacar (Bujaraloz, 1510 - 1582) fou un cosmògraf aragonès que va realitzar treballs rellevants en el camp de les matemàtiques i de la cosmologia.

## Biografia
A l'edat de 20 anys es va traslladar a Cadis, on estudià tècniques de navegació i es va dedicar a l'ensenyament. Va realitzar diferents estudis i va editar obres que foren utilitzades per les expedicions que protagonitzaren els descobriments que produïren en aquell temps. La seva obra destaca per l'originalitat del seu pensament, la claredat i l'exactitud d'exposició.
L'aportació més notable va ser l'estimació dels pols magnètics, diferenciats dels pols geogràfics, basada en les desviacions que la brúixola experimentava en cadascú. Això va deixar assentada la variabilitat de la declinació magnètica.
Cortés utilitzava el sistema astronòmic de Claudi Ptolemeu en lloc del de Nicolau Copèrnic. A Martín Cortés i Alonso de Santa Cruz se'ls atribueix, per part espanyola, la invenció de les cartes marines esfèriques, basades en la separació progressiva dels paral·lels, invenció que sembla original de l'holandès Gerardus Mercator. Les cartes esfèriques mantenien els angles per mitjà d'un enginyós espaiament dels paral·lels, de manera que les trajectòries dels vaixells que anaven en un rumb constant apareixien com rectilínies.

## Obres
En la seva obra destaca la publicació Breve compendio de la sphera y de la arte de navegar: con nuevos instrumentos y reglas exemplificado con muy subtiles demonstraciones, que fou editat a Sevilla el 1551 i a Londres el 1561, respectivament, i és considerat el primer tractat de navegació científica de l'època. Cortés el dedicà a l'emperador Carles V. Aquesta obra fou un manual bàsic d'estudi per a navegants durant molt de temps, particularment a Anglaterra. Va ser traduït a l'anglès per Richard Eden i editat a Londres en nou ocasions fins al 1630.
En el llibre, exposa les seves teories sobre la declinació magnètica de la brúixola en els diferents llocs del globus, exposant que l'agulla magnètica no es dirigeix cap al pol de la Terra, sinó a un altre pol celeste, teoria que estava en contra de la predominant en l'època, i era defensada per cosmògrafs com Pedro Medina o Pedro Sarmiento. Advertia els pilots que era imprescindible tenir en compte aquesta desviació en totes les maniobres i ensenyava com calia girar la rosa dels vents perquè el rumb assenyalat fora el correcte.